# La zona morta (romanzo)
La zona morta (The Dead Zone) è un romanzo thriller fantascientifico di Stephen King pubblicato nel 1979.
È il quinto romanzo pubblicato da King e il primo la cui edizione rilegata sia arrivata in vetta alla classifica dei best seller. Ha avuto una trasposizione per il cinema e come serie televisiva.

## Trama
Da bambino, nel 1953, Johnny Smith perde conoscenza durante il pattinaggio su ghiaccio, poi mormora un avvertimento profetico a un adulto che in seguito subisce un incidente. In un altro incidente non collegato, un giovane commesso di testi religiosi porta a porta di nome Greg Stillson picchia un cane a morte dopo un attacco.
Nel 1970 Johnny è diventato insegnante di un liceo nel Maine. Dopo aver vinto ripetutamente a una ruota della fortuna di carnevale, Johnny rimane coinvolto in un incidente d'auto. Al risveglio da un coma di quattro anni (durante i quali la sua fidanzata Sarah si sposa), Johnny scopre di aver subito lesioni neurali, ma anche che ora ha il dono della chiaroveggenza dopo aver toccato persone e oggetti. Dopo aver aiutato varie persone, rimane tuttavia frustrato dalle sensazionali notizie dei media sui suoi presunti talenti psichici. Quando Johnny rifiuta un'offerta redditizia dal reporter di tabloid Richard Dees per eseguire false previsioni sotto il suo nome, il giornale di Dees stampa un articolo che denuncia Johnny come un truffatore.
In fondo sollevato, Johnny spera di riprendere una vita normale come insegnante, nonostante i forti mal di testa e, dopo un incontro, la consapevolezza che Sarah, pur amandolo ancora, non sarà mai più sua. Invece, un certo George Bannerman, lo sceriffo di una cittadina del Maine, Castle Rock, gli chiede di aiutare a catturare un serial killer locale. Dopo l'assassinio di una bambina di nove anni, Johnny identifica con riluttanza l'assassino come il vice di Bannerman, Frank Dodd, che si suicida dopo aver lasciato una confessione. Intanto Stillson, ora imprenditore di successo e sindaco di Ridgeway, nel New Hampshire, minaccia di uccidere le persone che ricatta se rivelano le sue azioni; nel 1976, ottiene un posto nella Camera dei rappresentanti degli Stati Uniti come indipendente, dopo aver ricattato un uomo d'affari locale perché raccolga fondi per lui.
Quando per Johnny diventa troppo difficile continuare a insegnare, diventa un tutor privato a Ridgeway e sviluppa un interesse per la politica. Incontra Stillson e resta inorridito dalla visione di un vecchio Stillson, che alla fine viene eletto presidente e provoca un enorme conflitto nucleare. Man mano che la salute di Johnny peggiora, progetta come impedire la presidenza di Stillson, e alla fine, conclude che il suo assassinio sia l'unico modo per essere sicuri che la visione non si avveri; tuttavia procrastina, e razionalizza la sua inazione a causa di dubbi sulla sua visione, dell'orrore per l'omicidio e della convinzione che non vi sia alcuna necessità urgente di agire immediatamente.
Intanto, un agente dell'FBI che stava indagando su Stillson viene ucciso da un'autobomba, e gli avvertimenti di Johnny non riescono a salvare tutti da un disastro alla festa di laurea del suo allievo. Ora credendo di dover intraprendere azioni più decisive per prevenire le sue visioni, Johnny compra un fucile e decide di uccidere Stillson al suo prossimo raduno, aiutato dalla triste consapevolezza che i suoi mal di testa sono il risultato di un tumore al cervello. Quando, alla manifestazione, Stillson inizia il suo discorso, Johnny gli spara, ma lo manca e viene ferito dalle sue guardie del corpo. Prima che possa sparare di nuovo, Stillson afferra un bambino e lo tiene come uno scudo umano; Johnny fa una pausa, incapace di sparare, e viene colpito due volte dalle guardie del corpo, cade dal balcone e viene ferito a morte. Uno spettatore fotografa l'atto di Stillson e, una volta pubblicata, l'immagine distrugge la sua carriera politica e le sue possibilità di diventare presidente. Morendo, Johnny lo tocca un'ultima volta, ma sente solo impressioni in calo e sa che il terribile futuro è stato sventato.
Un epilogo raccoglie brani di lettere di Johnny ai suoi cari, una trascrizione stenografica di un presunto comitato del Senato sull'indagine del tentativo di Johnny di assassinare Stillson e una narrazione della visita di Sarah alla tomba di Johnny. Per un breve momento, Sarah sente lo spirito di Johnny e si allontana confortata.

## Dedica
Il libro è aperto dalla seguente dedica: «Dedicato a Owen. Ti voglio bene, vecchio orso».

## Edizioni pubblicate
- ISBN 0606019170 (prebound, 1979)
- ISBN 0670260770 (copertina di stoffa, 1979)
- ISBN 0451155750 (mercato di massa, 1980, ristampa)

## Adattamenti
- La zona morta (The Dead Zone), regia di David Cronenberg (1983). Christopher Walken è nel ruolo di Johnny e Martin Sheen interpreta Greg Stillson. La sceneggiatura del film, in un primo tempo affidata allo stesso King, è poi stata firmata da Jeffrey Boam.
- The Dead Zone (serie TV, 2002). Con Anthony Michael Hall come Johnny, Nicole de Boer come Sarah e Sean Patrick Flanery nel ruolo di Greg Stillson.

## Influenza culturale
In uno speciale di Halloween della serie I Simpson un episodio è intitolato The Ned Zone ("La Zona Ned"); in questo caso è Ned Flanders a ricevere questo potere e sarà Homer Simpson l'uomo da fermare prima che faccia esplodere la centrale nucleare. Nella stessa serie inoltre il romanzo e il film sono parodiati un'altra volta in The Bart Zone ("La Zona Bart"), in un altro speciale di Halloween, dove Bart con i suoi poteri può modificare la mente delle persone.

## Edizioni
- Stephen King, La zona morta, traduzione di Terzi A., collana Super bestseller, Sperling Paperback, 1994,  p. 459, ISBN 88-7824-376-0.